# Ulf Ekberg
Ulf Gunnar Ekberg (Gotemburgo; 6 de diciembre de 1970) es un músico y cantante sueco conocido por ser miembro fundador del grupo de europop sueco Ace of Base.
Empezó su carrera siendo un skinhead neonazi formando parte de una banda de música "RAC" llamada Commit Suiside, que cantaba canciones con letras explícitamente racistas.
En 1998, un pequeño sello sueco llamado Flashback Records lanzó "Uffe Was a Nazi!", una colección limitada del trabajo de Ekberg con Commit Suiside. La portada es una foto de Ekberg haciendo el saludo fascista.

## Composición
Ha compuesto y producido las siguientes canciones en sus distintos proyectos:

### ConJonas BerggrenenAce of Base
- "Wheel of Fortune"
- "All That She Wants"
- "Young and Proud"
- "Living in Danger"
- "My Mind"
- "Dancer In a Daydream"
- "Dimension of Depth" (instrumental)
- "Happy Nation"
- "Voulez-Vous Danser"
- "Waiting for Magic"
- "Münchhausen (Just Chaos)"

### ConAce of Base
- "Hear Me Calling"
- "Love In December"
- "Change With the Light"
- "What's the Name of the Game"

### ConStoneStreamy John Ballard
- "Qué Será"
- "Perfect World"
- "Edge of Heaven"
- "Stranger to Love" (No editada)
- "Look Around Me" (No editada)
- "Angel of Love" (No editada)

### Con John Ballard
- "Mercy Mercy"
- "I Pray"
- "Don't Go Away"

## Cantante
Ha contribuido con su voz a las siguientes canciones de Ace of Base:
- "All that she wants"
- "Wheel of Fortune"
- "Living in Danger"
- "My Mind"
- "Happy Nation"
- "Don't Turn Around"
- "Waiting for Magic"
- "Fashion Party"
- "Münchhausen (Just Chaos)"
- "Hear Me Calling"
- "Perfect World"
- "I Pray"
- "Change With the Light"
- "Mr Replay"